# Laterina
Laterina é uma comuna italiana da região da Toscana, província de Arezzo, com cerca de 3 432 habitantes. Estende-se por uma área de 23 km², tendo uma densidade populacional de 149 hab/km². Faz fronteira com Arezzo, Castiglion Fibocchi, Civitella in Val di Chiana, Pergine Valdarno, Terranuova Bracciolini.

## Demografia
| Variação demográfica do município entre 1861 e 2011                               |
|                                                                                   |
| Fonte: Istituto Nazionale di Statistica (ISTAT) - Elaboração gráfica da Wikipedia |